# 瓦爾尼艾
瓦爾尼艾是立陶宛的城市，位於該國西部，距離首府特爾希艾33公里，由特爾希艾縣負責管轄，海拔高度158米，市內有三間天主教教堂，2020年人口961。

## 外部連結
- （立陶宛文） Varniai – A Resourceful Renaissance Center of 16th Century Cultural and National Ideology （页面存档备份，存于）
- （立陶宛文） Park of Varniai and history of Varniai （页面存档备份，存于）
- （立陶宛文） Museum of Samogitian episcopate （页面存档备份，存于）
- （立陶宛文） Website of Varniai （页面存档备份，存于）